# إلياس شتاين (لاعب شطرنج)
إلياس شتاين هو لاعب شطرنج هولندي، ولد في 5 فبراير 1748 في فورباخ في فرنسا، وتوفي في 12 سبتمبر 1812 في لاهاي في هولندا.